# ستيفن بيشوب (طبال)
ستيفن بيشوب (بالإنجليزية: Steven Bishop)‏ هو طبال أسترالي، ولد في 3 مارس 1970.

## وصلات خارجية
- ستيفن بيشوب على موقع ميوزك برينز (الإنجليزية)